# Neofit Peak
Neofit Peak är en bergstopp i Antarktis. Den ligger i Sydshetlandsöarna. Argentina, Chile och Storbritannien gör anspråk på området. Toppen på Neofit Peak är 1 232 meter över havet. Neofit Peak ingår i Imeon Range.
Terrängen runt Neofit Peak är mycket bergig. Havet är nära Neofit Peak västerut. Trakten är obefolkad. Det finns inga samhällen i närheten. 